# Ymir (Mond)
Ymir (auch Saturn XIX) ist ein Mond des Planeten Saturn.

## Entdeckung
Die Entdeckung von Ymir durch Brett Gladman auf Aufnahmen vom 7. August bis zum 29. September 2000 wurde am 25. Oktober 2000 bekannt gegeben. Ymir erhielt zunächst die vorläufige Bezeichnung S/2000 S 1.
Benannt wurde der Mond nach Ymir, dem Urriesen der nordischen Mythologie.

## Bahndaten
Ymir umkreist Saturn auf einer exzentrischen Bahn in einem mittleren Abstand von 23.000.000 km in 1312 Tagen bzw. 3,6 Jahren. Die Bahnexzentrizität beträgt 0,33. Die Bahn ist 173° gegen die Ekliptik geneigt und damit retrograd, d. h., der Mond läuft entgegengesetzt zur Rotationsrichtung des Saturn um den Planeten.

## Aufbau und physikalische Daten
Ymir hat einen Durchmesser von 18 km. Er besitzt eine sehr dunkle Oberfläche mit einer Albedo von etwa 0,06, d. h. nur 6 % des eingestrahlten Sonnenlichts werden reflektiert.
Mit einer scheinbaren Helligkeit von 21,9m ist Ymir ein äußerst lichtschwaches Objekt. Die Rotationsperiode beträgt knapp 12 Stunden.